# Тодор Тонић
Тодор Тонић звани Тоша (Лесковац, ? - Лесковац, 1945) био је један од најпознатијих лесковачких адвоката и најпопуларнији политичар у Лесковцу између два светска рата, једини који је три пута изабран на изборима за посланике.

## Биографија
Рођен је у Белчуг мали, Поп-Мићином сокаку у Лесковцу. Завршио је Правни факултет у Београду уз финансијску помоћ сестара које су радиле за надницу како би му обезбедиле средства. Оженио се Јеленом из београдске породице Томашевић која је по преласку са њим у Лесковац постала управница Женске занатске школе. Једно време је радио само као адвокат, а онда се кандидовао за посланика као радикал на листи Николе Пашића. Често се шалио током агитација, пуно пута и на свој рачун. За себе је говорио да је "татко на народ". Ишао је од села до села, слушао проблеме мештана и обећавао да ће се за све то залагати у Народној скупштини. У предизборној кампањи делио је свилене бомбоне, цигаре, орахе, јабуке и друго.
Учестововао је у Кумановској бици, а после Првог светског рата доживео је шлог и остао је скоро непокретан. После савезничког бомбардовања Лесковца у Другом светском рату одведен је у болницу, а одатле у старачки дом код Светоилијске цркве. Жена га је пребацила у кућу његове сестре Персиде у Пижином сокаку (Вождовој улици) и ту је преминуо 1945. године.